# Гней Фабий Амбуст
Гней Фабий Амбуст (на латински: Gnaeus Fabius Ambustus) e политик на Римската република (вероятно се отнася за Нумерий Фабий Амбуст).
Произлиза от фамилията Фабии. Син е на Марк Фабий Амбуст (консул 442 пр.н.е. и понтифекс максимус 390 пр.н.е.). Брат е на Кезо Фабий Амбуст, Квинт Фабий Амбуст и Нумерий Фабий Амбуст.
През 406 пр.н.е. Гней Амбуст е консулски военен трибун с още трима колеги. През 391 пр.н.е. той и двамата му братя са изпратени като посланици при галската войска, която обкражила Клузиум.